# Zwischenkieferknochen

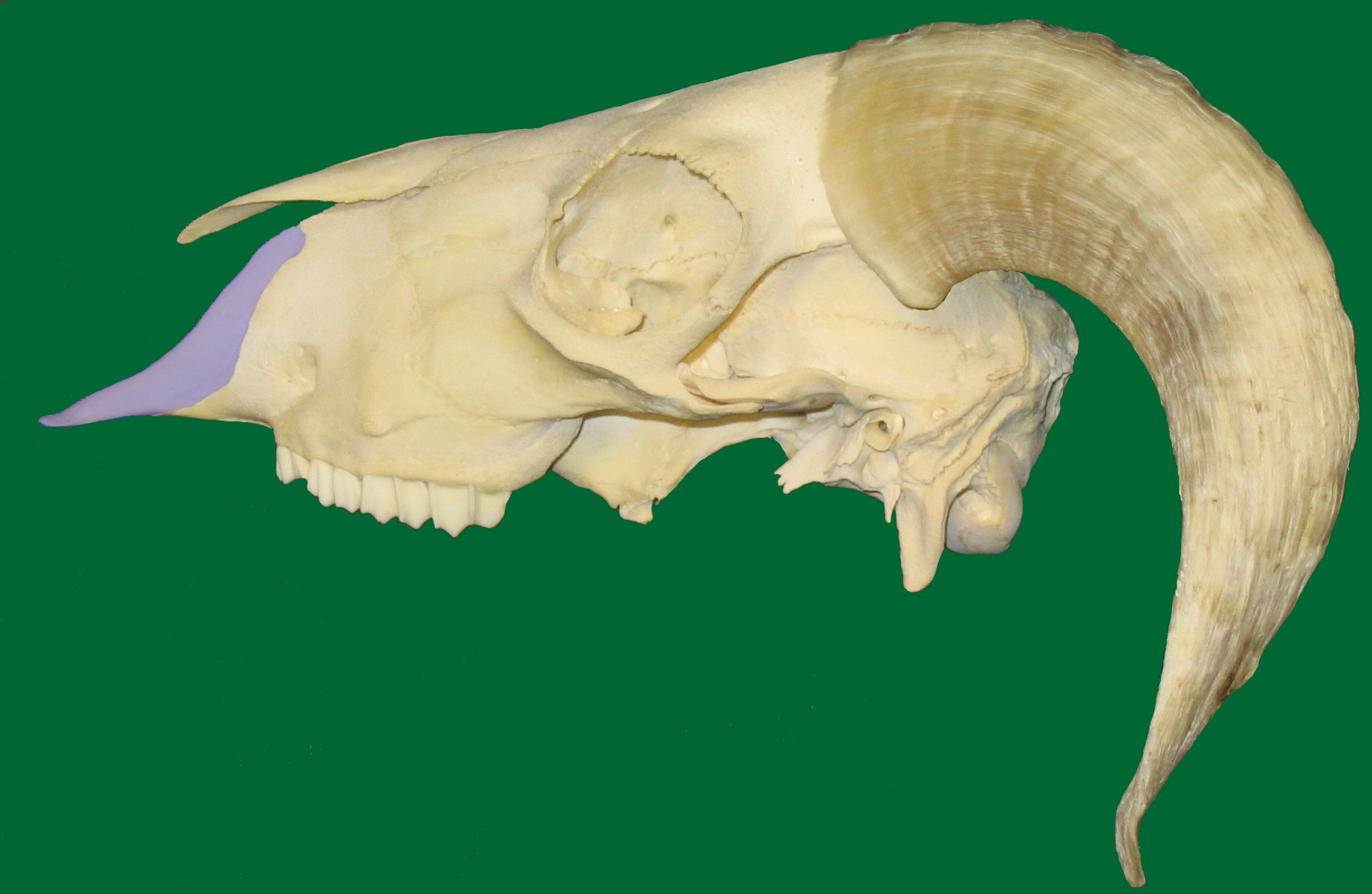
Schädel eines Schafes:
Zwischenkieferbein farbig markiert

Der Zwischenkieferknochen, auch das Zwischenkieferbein oder kurz Zwischenkiefer (lateinisch Praemaxillare, kurz für Os praemaxillare; auch Os intermaxillare, Os incisivum oder Goethe-Knochen) genannt, ist ein paariger, die oberen Schneidezähne tragender Knochen bzw. Knochenteil des Gesichtsschädels von Säugetieren und grenzt an das Nasenbein (Nasale) und das Oberkieferbein (Maxillare). Dass auch der Mensch über einen embryonal angelegten Zwischenkieferknochen verfügt, erkannte und publizierte auch Johann Wolfgang Goethe.
Beim Menschen verschmilzt der durch mehrere Knochennähte unterteilte und begrenzte Zwischenkiefer schon vor der Geburt mit dem Oberkiefer und wird daher nicht als eigener Knochen beim Erwachsenen aufgeführt. Bei den übrigen Säugetieren bleibt die als Sutura incisiva (genannt auch Sutura Goethei) bezeichnete Naht zum Oberkieferbein lange sichtbar. Dies hängt damit zusammen, dass die vordere Gesichtsregion beim Menschen stark verkürzt ist, wodurch der Oberkiefer nur senkrecht druckbeansprucht wird (gemäß Marinelli 1929).
Am Zwischenkieferknochen werden ein Körper (Corpus) und drei Fortsätze unterschieden:
- Processus alveolaris (Zahnfachfortsatz): Er beherbergt die Zahnfächer der Oberkieferschneidezähne (Incisivi) jeder Seite, es sei denn, es gibt keine solchen Zähne (Wiederkäuer). Daher auch der lateinische Name Os incisivum.
- Processus nasalis (Nasenfortsatz): nach hinten und oben, bildet (Ausnahmen: Mensch, Raubtiere) mit dem Nasenbein einen nach vorn offenen Einschnitt (Incisura nasoincisiva)
- Processus palatinus (Gaumenfortsatz): bildet den vorderen Teil des harten Gaumens. Zwischen beiden Ossa incisiva verläuft ein Gang, der Ductus incisivus, der Mund- und Nasenhöhle verbindet.

Das paarige Praemaxillare entstand bei den Osteichthyes aus mehreren bezahnten Mundrandknochen (→ Amia) zusätzlich zum „alten“ Oberkiefer der Haie. Bei abgeleiteteren Teleostei wird es zum alleinigen Träger von Zähnen im oberen Mundhöhlenbereich. Bei den von Rhipidistia abstammenden Landwirbeltieren kann das Praemaxillare wegen des Schnappens im viel dünneren Medium Luft und des Kauens keine derartige Vormachtstellung erlangen (Bruchgefahr).
Johann Wolfgang von Goethe nahm für sich in Anspruch, den bei Tieren bereits bekannten Zwischenkieferknochen im März 1784 gemeinsam mit Justus Christian Loder im Anatomieturm in Jena beim menschlichen Embryo entdeckt zu haben. (Demzufolge und anlässlich seiner Publikation darüber wurde Goethe in die Academia Leopoldina in Halle aufgenommen.) Ihm war nicht bekannt, dass der Knochen zuvor schon mehrfach beschrieben worden war, zuletzt 1780 (im Druck erst 1784) durch den französischen Arzt Félix Vicq d’Azyr. Dass auch der Mensch einen Zwischenkieferknochen aufweist, äußerte bereits Galenos, während der Anatom Vesal diesen 1543 verneinte und darüber eine mehr als 200 Jahre andauernde Kontroverse auslöste. Die Existenz des Zwischenkieferknochens in der Ontogenese (Individualentwicklung) des Menschen ist ein Hinweis auf die gemeinsame Phylogenese (Stammesgeschichte) von Mensch und Tier und somit für die Evolution.